# Spaniidae
Spaniinae
Famille
Sous-famille
Les Spaniidae sont une famille d'insectes de l'ordre des Diptères. Ce pourrait être, sous le nom Spaniinae, une sous-famille des Rhagionidae.

## Liste des genres
Selon The Taxonomicon (21 juin 2021) :
- Spania Meigen, 1830

Selon  paramètre de Bioref « uBIO » non reconnu  :
- Archicera
- Eurytion
- Litoleptis
- Ptiolina
- Spania
- Spaniopsis
- Spatulina

Selon l'IRMNG (21 juin 2021) :
- Archicera Szilady, 1934
- Eurytion Jaennicke, 1867
- Spaniopsis White, 1914
- Spatulina Szilády, 1942

Selon Animal Diversity Web (21 juin 2021) :
- Litoleptis
- Ptiolina
- Spania
- Spaniopsis
- Spatulina